# Forêt nationale de Tuskegee
La forêt nationale de Tuskegee est une forêt fédérale protégée situé en Alabama, aux États-Unis.
Elle s'étend sur une surface de 45,54 km2, et a été créée le 27 novembre 1959.